# Линк новинарство
Линк новинарство је израз који је сковао Скот Карп (енгл. Scot Karp} 2008. године. То је облик колаборативног новинарства у којем писац вијести нуди спољни линк унутар приче, извјештавање или друге изворе на интернету. Линк новинарство је облик новинарства у којем новинари преузимају линкове са других онлајн медијских садржаја и убацивају их у садржај вијести.

## Даља дефиниција
Линк новинарство је принцип линковања на извјештаје и друге изворе на интернету, с циљем оснаживања и бољег контекстуализирања оригиналне новинарске приче. Онлај новинари на својим сајтовима користе линкове како би читаоце упутили на неке друге корисне садржаје. Такође, стварају и групе линкове на својим страницама како би читаоце упознали са ранијим сличним догађајима или их упутили у историју догађаја.

## Алат за линк новинарство
Паблиш2 (енгл. Publish2) је бесплатна платформа за новинаре и редакције која омогућава креирање динамичне агрегације вијести линк новинарства. Након што се новинар бесплатно региструје, има пристум Паблиш2 платформи. Уз само један клик, новинар може да објави линк на неку важну вијест унутар блога, док редакције медија користе ову платформу за складиштење најбољих прича и извора на интернету.

## Предности линк новинарства
Постављање линкова у новинарске текстве на интернету уједно је основна предност овог новинарства у односу на друге стилове писања. Линковима се читаоцима нуди мноштво других информација везаних за тему о којој читају. Такве додатне информације немају штампани или електронски медији. Постављање линкова ствара нови свијет у којем медијске куће могу усмјерити читаоце ка сајтовима без преузимања одговорности за њихову истинитост и стандарде.

## Принципи и вриједности
- Линк који упућује на неки други сајт не значи уједно и подршку том сајту;
- Медијски сајтови треба јасно да објасне својим читаоцима- у уговору о кориштењу, смијерницама сајта или неком другом методом- да постоји разлика у стандардима између садржаја који се налазе на њиховом властитом сајту и садржаја чији су линк поставили;[5]
- Линкове које корисници постављају на неком сајту треба ставити под контролу;
- Медијски сајтови требало би да садрже више линкова ка спољним сајтовима јер тиме доприносе отворености сајта.